# 安部信允
安部 信允（あんべ のぶちか）は、江戸時代中期の大名。武蔵国岡部藩7代藩主。官位は従五位下・丹波守、摂津守、主水正

## 生涯
享保13年（1728年）、安部信興（3代藩主・安部信友の次男・信方の子）の次男として誕生。又従兄にあたる本家の6代藩主・安部信平が男児無くして寛延3年（1750年）に死去したため、末期養子として家督を継ぎ、12月に従五位下・丹波守に叙位・任官する。
明和8年（1771年）7月に大坂定番に任じられ、7月24日に摂津守に遷任する。天明元年（1781年）9月に病気を理由に辞職した。藩政では藩邸に就将館を設立して藩士の文武を奨励している。
天明2年（1782年）9月11日、家督を長男・信亨に譲って隠居し、主水正に遷任する。寛政10年（1798年）12月12日に死去した。享年71。

## 系譜
父母
- 安部信興（実父）
- 八木高輔の娘（実母）
- 安部信平（養父）

正室
- 有馬一準の娘

子女
- 安部信亨（長男）生母は正室
- 日向正房（次男）
- 稲葉通碩（三男）
- 井上正清（四男）外記流砲術宗家・9代井上左太夫
- 柳沢里之正室
- 石川正勲正室
- 松平康休正室
- 安部信盈の養女
- 安部信旨の養女
- 安部信富の養女